# Operação Menu
Operação Menu foi o codinome de uma campanha de bombardeio secreto conduzida pelo Comando Aéreo Estratégico (SAC) dos Estados Unidos no leste do Camboja e Laos de 18 de março de 1969 até 26 de maio de 1970, durante a Guerra do Vietnã. Os alvos destes ataques eram santuários e bases militares do Exército do Povo do Vietnã (PAVN) e das forças do Viet Cong, as quais eram utilizadas para reabastecimento, treinamento e repouso entre as campanhas, na fronteira com a República do Vietnã (Vietnã do Sul). O impacto da campanha de bombardeio sobre os guerrilheiros do Khmer Vermelho, do PAVN e civis cambojanos nas áreas bombardeadas é contestado por historiadores.
Um registro oficial dos Estados Unidos pela Força Aérea dos Estados Unidos sobre a atividade de bombardeio na Indochina entre 1964 e 1973 foi desclassificado pelo presidente dos Estados Unidos, Bill Clinton, em 2000. O relatório fornece detalhes sobre a extensão do bombardeio do Camboja, bem como do Laos e Vietnã. De acordo com os dados, a Força Aérea começou a bombardear as regiões rurais do Camboja ao longo de sua fronteira com o Vietnã do Sul em 1965, sob a administração de Lyndon B. Johnson; isso foi quatro anos antes do que se acreditava anteriormente. Os bombardeios da Operação Menu foram uma escalada daquilo que havia sido previamente ataques aéreos táticos. O presidente recém-empossado Richard Nixon autorizou pela primeira vez o uso bombardeiros pesados B-52 de longo alcance para bombardear o Camboja.
A Operação Freedom Deal seguiu a Operação Menu. Os bombardeios dos B-52 foi ampliado para uma área muito maior do Camboja e continuou até agosto de 1973.